# Robert Fuchs
Robert Fuchs (Frauental an der Laßnitz (Estiria), 15 de febrer, 1847 - Viena, 19 de febrer, 1927), va ser un compositor i pedagog musical austríac del període romàntic.

## Biografia
Robert Fuchs era el més jove de tretze (o dotze) Fills de Patriz Fuchs de Vorau, professor d'escola de la vesant de la fàbrica de metall a la petita comunitat d'Estíria occidental de Frauental an der Laßnitz. La seva mare era Maria, una filla de l'hostaler Bernhart Rothleitner cf. Hartl a Stallhof. El pare també va ser actiu com a músic i va ser apreciat per això, va fundar la "La ßnitzthaler Harmoniegesellschaft". Un germà que era cinc anys més gran era Johann Nepomuk Fuchs, que treballava com a director, "Hofkapellmeister" a Viena i director de la Universitat de Música i Arts Escèniques de Viena i la Gesellschaft der Musikfreunde (Societat d'Amics de la Música de Viena) i va ser més conegut durant la seva vida que el seu germà Robert.
Robert Fuchs va passar els seus anys escolars a l'escola primària de Zeierling (districte de Frauental), a "St. Peter im Sulmtal", a l'escola secundària de Marburg i a l'escola secundària inferior de Graz. Va rebre les seves primeres lliçons de música (piano, violí i orgue) als vuit anys de la mà de Martin Bischof, oncle de Hans Kloepfer. Martin Bischof estava casat amb la germana de Robert Fuchs, Maria Antònia, coneguda com la "Sulmtaler Nachtigall". Als 15 anys, Robert Fuchs va escriure la seva primera peça per a piano. Dem Willen Després del seu pare, va completar la formació a l'escola de professors de Graz, en aquesta ciutat també va tenir les seves primeres aparicions públiques com a organista. Va aprovar l'examen per convertir-se en mestre de primària, però no va voler exercir aquesta professió. Després va anar amb el suport de Wilhelm Gericke, que venia de Bad Schwanberg i Wilhelm Mayer 1865 a Viena per estudiar composició al Conservatori de la Societat d'Amics de la Música amb Felix Otto Dessoff. La seva formació musical li va permetre ometre els cursos de teoria. El 1866 va ser organista a la "Piaristenkirche",després organista a la "Hofburgkapelle". Com a agraïment per aquesta feina, va compondre una missa anual que es representava alternativament a la capella de la cort, a la Catedral de Sant Esteve i a l'Església de Sant Miquel.

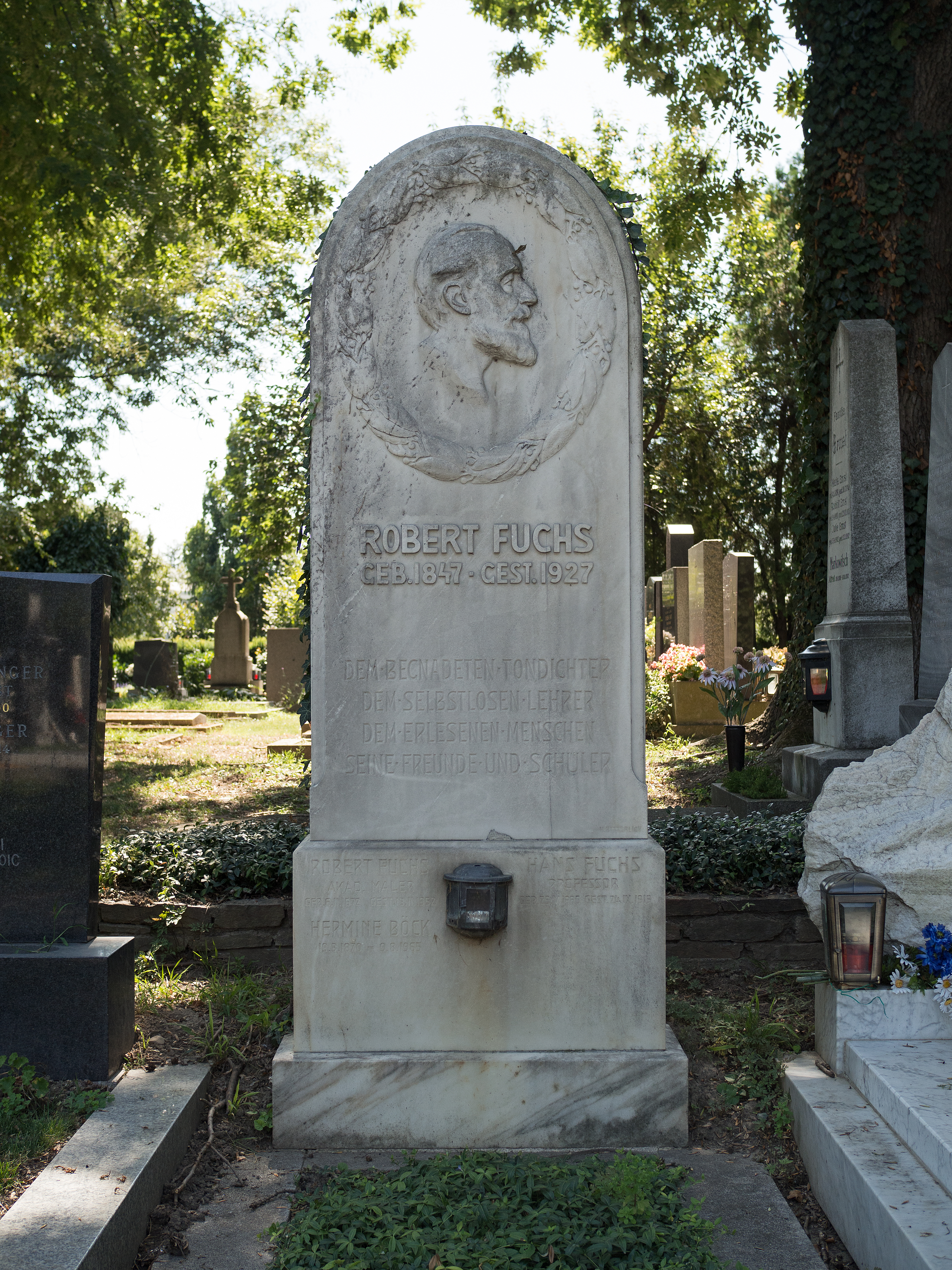
Tomba de Robert Fuchs al cementiri central de Viena

Com a darrera obra dels seus estudis va presentar una Simfonia el 1867. De 1875 a 1912 va ser professor de teoria al Conservatori de Viena.
Des de 1901 fins a la seva mort, Fuchs va passar els mesos d'estiu a Admont a la vil·la del seu amic Anton Mayr, qui va escriure una biografia personal sobre ell. Fuchs va dedicar la seva Missa en sol major, op.108, a l'abat Admont Oswin Schmelzadinger.
Els estudiants famosos van ser Leo Fall, Franz Haböck, Richard Heuberger, Erich Wolfgang Korngold, Gustav Mahler, Erkki Melartin, Franz Schmidt, Max Ast, Franz Schreker, Jean Sibelius, Robert Stolz, Richard Strauss, Hugo Wolf, Alexander von Zemlinsky i el zoòleg Paul Kammerer. El 1881 va rebre el Premi Beethoven pel seu concert per a piano. De 1894 a 1905 també va ser organista de la "Wiener Hofmusikkapelle". Va morir quatre dies després del seu 80è aniversari, segons es diu com a resultat dels esforços de la seva festa d'aniversari. Està enterrat al "Cementiri Central de Viena" (33E-3-5) en una sepultura honorífica.
El 1934 el Robert-Fuchs-Gasse va rebre el seu nom a Viena-Penzing (districte 14). Admont li va dedicar una placa commemorativa amb un text de Hans Kloepfer, que també va aportar textos a cançons de Robert Fuchs. A Frauental hi ha el “Robert Fuchs Choir” i un parc que porta el seu nom. El New Vienna Tourist Club, fundat per Robert Fuchs, a qui li agradava fer senderisme en el seu temps lliure, va ser rebatejat com a "Robert Fuchs Gilde" en el seu 80è aniversari. El "Robert Fuchs Hütte" al "Wolfersberg" a l'oest de Viena, construït en honor de Robert Fuchs, que ja no existeix. De 1932 a 1939 hi va haver una Societat Robert Fuchs a Viena.
El 1880 i el 1884, Fuchs va guanyar el concurs de composició de la Gesellschaft der Musikfreunde (Societat d'Amics de la Música), i el 1866 va rebre el Premi de Composició Beethoven de Viena. Els extensos honors que es van atorgar a (el tímid i modest) Robert Fuchs també van incloure els seus propis concerts a càrrec de l'Orquestra Filharmònica de Viena.
El seu matrimoni amb Amalia, amb qui es va casar el 1869, va produir dos fills i una filla. La mort de la seva dona l'any 1898 va causar una greu depressió a Robert Fuchs. Va passar els anys següents a l'estiu a la ciutat natal de la seva dona a Hirtenberg, la seva llar era dirigida per la neboda de la seva dona, Hermine Böck.

## Treballs
Al llarg de la seva vida, Robert Fuchs va escriure dues òperes (Die Königsbraut, 1889 i Die Teufelsglocke, 1893), tres simfonies, cinc serenates per a orquestra, quatre Quartets de corda, un concert per a piano, tres sonates per a piano, dues sonates per a violoncel, una sonata per a viola, una sonata de contrabaix, sis sonates per a violí, un trio per a piano i un trío de cordes. També va escriure peces per a orgue, lied, música sacra, música de cambra i altres peces per a una gran varietat de conjunts.
Va escriure la primera de les seves cinc Serenates el 1874, amb la qual es va fer famós i que li va donar el sobrenom de "Serenade Fox". Johannes Brahms va lloar i donar suport a Robert Fuchs. Fuchs va dedicar el seu primer trio de piano a Brahms. Amb les dues simfonies de 1886 i 1887 va poder consolidar la seva popularitat, mentre que les seves dues òperes no van tenir tant d'èxit.

## Fama pòstuma
Fuchs va ser oblidat aviat després de la seva mort. Alguns el consideraven un epígon de Brahms i s'ha publicat l'opinió que en dues de les seves fantasies per a l'orgue algunes coses sonen més a Brahms que a les seves pròpies obres d'orgue. L'èxit de Robert Fuchs probablement rau principalment en la fama dels seus estudiants, especialment Franz Schreker i Gustav Mahler.
La seva fama va patir per un joc de paraules: després d'una actuació, el director Joseph Hellmesberger -al·ludint a la cançó infantil Fuchs, du hast die Gans gestohlen (Guineu, has robat l'oca) - va dir: "Fuchs, die hast du ganz gestohlen" (Fuchs, les has robades senceres)" De fet, es refereix a l'últim moviment de la seva 5a Serenata, en la qual utilitza àmpliament motius de Fledermaus de Johann Strauss (fill). Com que Fuchs va compondre aquesta obra amb motiu del 50è aniversari del seu amic com a director d'orquestra, no es tracta d'un plagi, sinó més aviat d'un homenatge al "Rei del vals".
Un primer enregistrament del seu concert per a piano en disc o CD només es va publicar l'any 2003.

## Discografia (selecció)
- Simfonies núm. 1 i 2, Orquestra Simfònica WDR, Karl-Heinz Steffens. cpo 2015.
- Concert per a piano opus 27 i serenata núm. 5, Franz Vorraber, Orchestre Philharmonique du Luxembourg, Alun Francis. cpo 2003.[6]
- Quartets de corda op. 58, op. 62, op. 106 i op. 71, Minguet Quartet. Producció musical Dabringhaus i Grimm 2000/2001.
- Simfonies núm. 1 i 2, Filharmònica de Moràvia, Manfred Müssauer. Thorofon 1996.[7]